# Шалар
Шалар (фр. Chalard) насеље је и општина у централној Француској у региону Лимузен, у департману Горња Вијена која припада префектури Лимож.
По подацима из 2004. године у општини је живело 276 становника, а густина насељености је износила 22 становника/km². Општина се простире на површини од 12,42 km². Налази се на средњој надморској висини од 312 метара (максималној 362 m, а минималној 237 m).

## Демографија
| 1962. | 1968. | 1975. | 1982. | 1990. | 1999. | 2011. |
| ----- | ----- | ----- | ----- | ----- | ----- | ----- |
| 353   | 320   | 283   | 225   | 234   | 246   | 302   |

График промене броја становника у току последњих година